# Ceratina iwatai
Ceratina iwatai är en biart som beskrevs av Keizo Yasumatsu 1936. Ceratina iwatai ingår i släktet märgbin, och familjen långtungebin. Inga underarter finns listade i Catalogue of Life.